# 陳之煌
陳之煌（？—？），號式匡，浙江杭州府仁和縣人，明末清初政治人物。

## 生平
崇禎六年（1633年）癸酉科浙江鄉試第九十六名舉人，崇禎十年（1637年）丁丑科會試三十一名，三甲九十四名進士。兵部观政，本年十月授常州府推官，十二年應天同考，十四年丁憂，十六年補高州府推官。入清任福建建安知縣。

## 家族
曾祖陈琥，祖陈箱，父陈熹。